# Émile-Louis Roussy
Pour les articles homonymes, voir Roussy.
Émile-Louis Roussy, né le 6 août 1842 à Vevey et mort le 17 juin 1920 à Plainpalais, est un chef d'entreprise suisse, président du conseil d’administration de la société Nestlé entre 1905 et 1920.

## Biographie
Fils de Pierre-Samuel Roussy, également neveu de Jules Monnerat, l’un des fondateurs de la société anonyme Nestlé, Émile-Louis Roussy devient administrateur de Nestlé après la mort de son père en 1880. Jusqu’en 1905, il en prend la codirection aux côtés de son oncle Jules Monnerat qui en est le président jusqu’en 1899. À partir de 1905, Émile-Louis Roussy devient le président du Conseil d'administration de la société, poste qu’il occupe jusqu’en 1920.
Conseiller municipal libéral à Vevey de 1884 à 1890, il est membre de l'Assemblée constituante vaudoise de 1885.
Il devient président de la Société électrique Vevey-Montreux (1888-1904), vice-président de la Société romande d'électricité (1904-1913), administrateur de Peter-Kohler, de la Banque suisse et française à Paris, de la Société suisse des Grands Moulins à Corbeil et de la Société des Ciments à Marseille.
En 1893, il achète le château de Faoug à la famille du comte Frédéric de Pourtalès, propriété à trois corps de logis entourés d’un parc , ainsi que le château de Greng.
Émile-Louis Roussy a été promu officier la Légion d'honneur par décret du 17 octobre 1911.
Marié à sa cousine Gabrielle Aguet, sœur de Gustave Aguet et de James Aguet, il est le père d'Auguste Roussy, du médecin Gustave Roussy, fondateur de l’Institut Gustave-Roussy, et d’Élyse Roussy, la mère de Valérie Keser qui a épousé Louis Kreitmann.